# Neslowa Grań

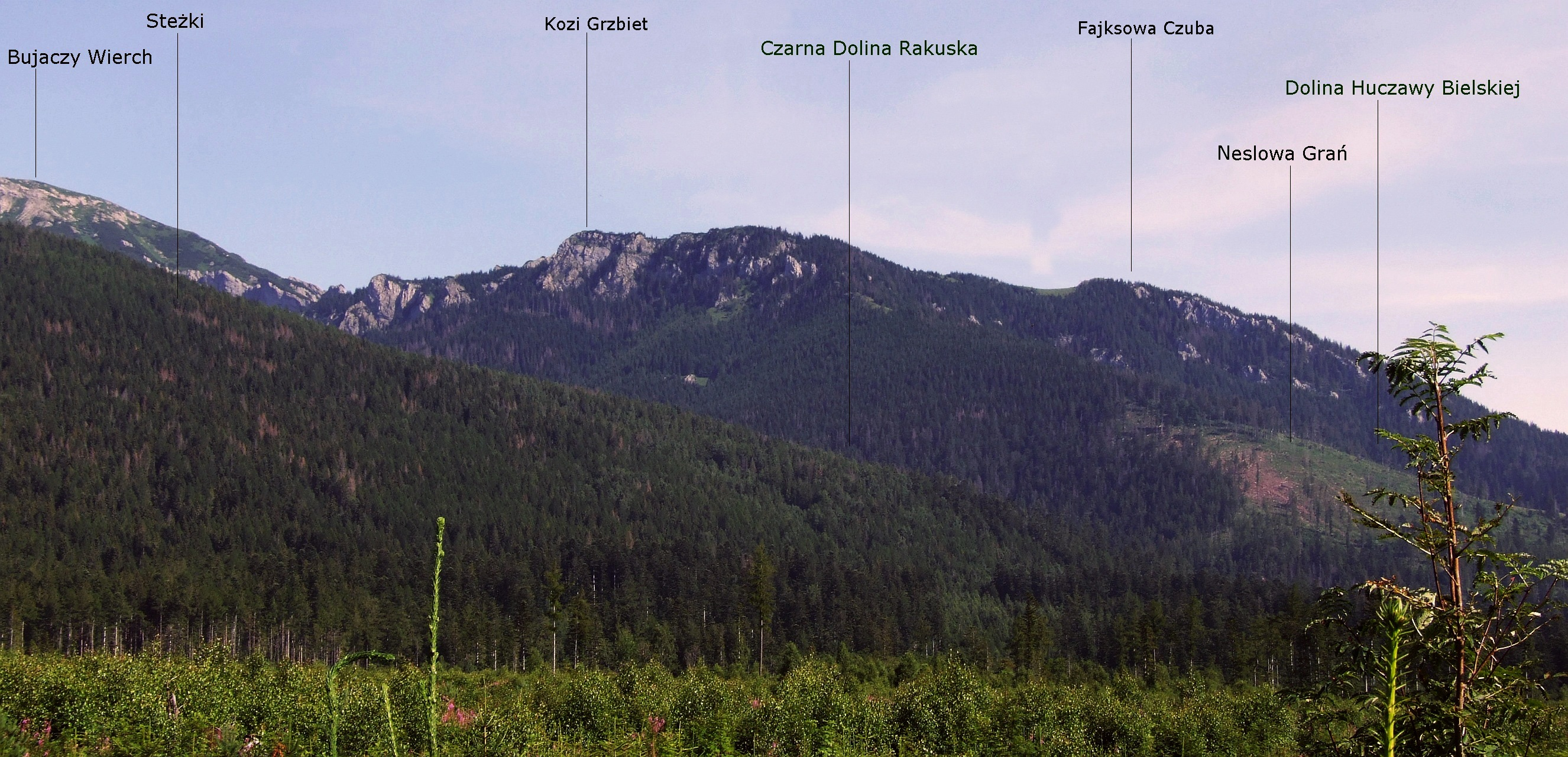
Widok z Kieżmarskich Żłobów

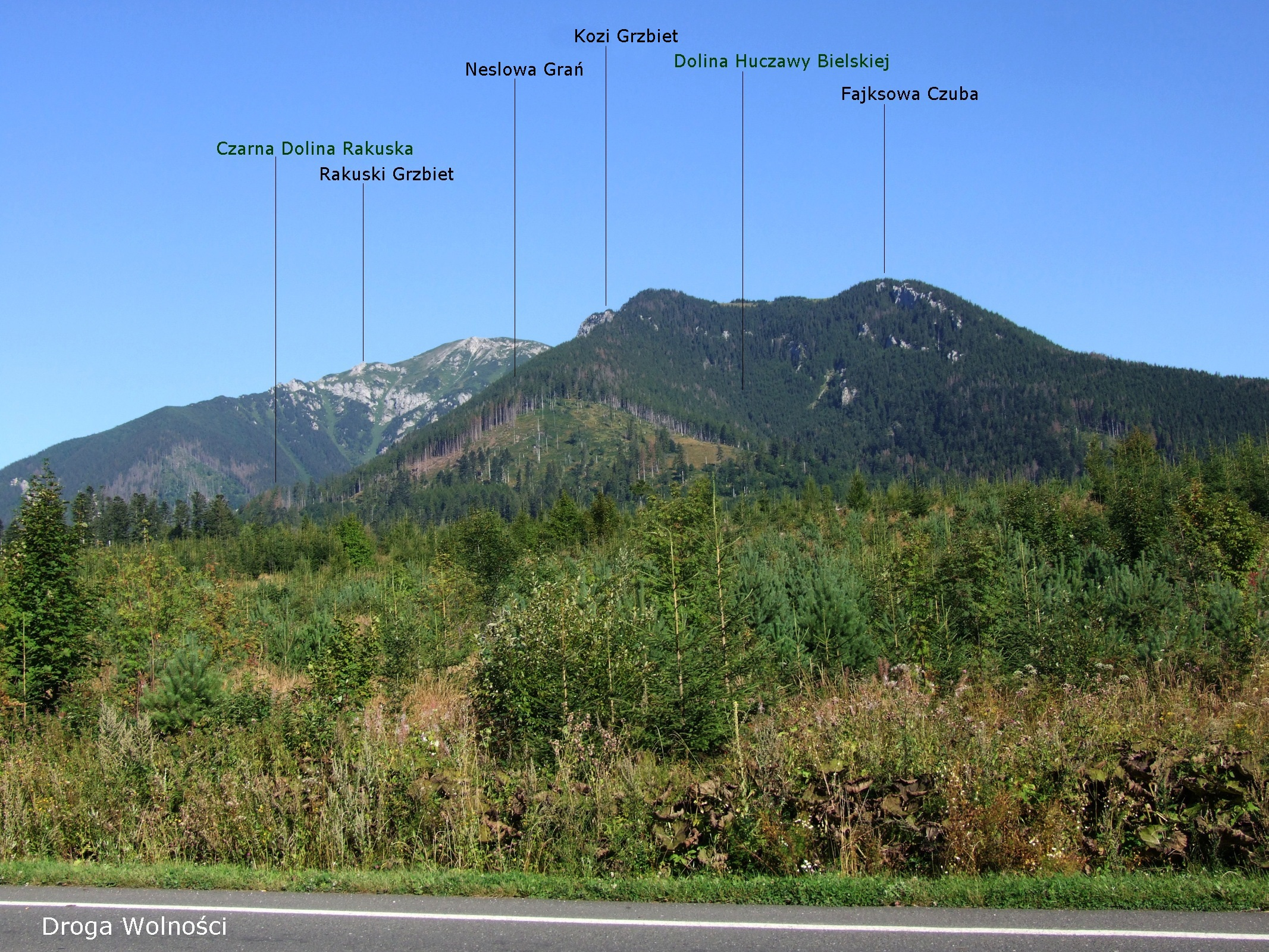
Widok z okolic Kieżmarskich Żłobów

Neslowa Grań (niem. Nesselgrat, słow. Pokryvník, Žihľavník, węg. Csalános-hát) – boczna grań w Tatrach Bielskich, odgałęziająca się w okolicach dolnego końca Koziego Grzbietu od głównej grani Tatr Bielskich i opadająca w południowo-wschodnim kierunku do Kotliny Podtatrzańskiej. Oddziela dolny koniec Doliny Czarnej Rakuskiej od Doliny Czarnej Huczawy.
Neslową Grań porasta las. W dolnej części grani jest sporo dróg leśnych i ścieżek, a las w wyniku wichur i wyrębu jest w kiepskim stanie. Na Neslowej Grani znajduje się kilka polan: Neslowa Polana, Wyżnia Neslowa Polana i Zadnia Dziura. Na dwóch z nich stoją paśniki dla zwierząt i znajdują się ambony. U południowo-wschodniego podnóża grani, w Dolinie Huczawy znajduje się dużo wywierzysko Huczawa.

## Szlaki turystyczne
Prowadzi przez nią szlak turystyczny.
  rozdroże przy Huczawie (Zbójnicki Chodnik) – Neslowa Grań - Schronisko pod Szarotką. Odległość 3,3 km, suma podejść 430 m, czas przejścia 1:25 h, z powrotem 1 h.